# Tepepan, Chignautla
Tepepan är en ort i Mexiko.   Den ligger i kommunen Chignautla och delstaten Puebla, i den sydöstra delen av landet, 190 km öster om huvudstaden Mexico City. Tepepan ligger 2 101 meter över havet och antalet invånare är 877.
Terrängen runt Tepepan är lite bergig. Runt Tepepan är det ganska tätbefolkat, med 179 invånare per kvadratkilometer. Närmaste större samhälle är Teziutlan, 2,9 km sydost om Tepepan. I omgivningarna runt Tepepan växer huvudsakligen savannskog.